# کوواچ‌واگاش
کوواچ‌واگاش (به مجاری:  Kovácsvágás) یک منطقهٔ مسکونی در مجارستان است که در بورشود-آبااوی-زمپلن واقع شده‌است.